# El Embargo
El Embargo är en ort i Mexiko.   Den ligger i kommunen San Miguel de Allende och delstaten Guanajuato, i den centrala delen av landet, 250 km nordväst om huvudstaden Mexico City. El Embargo ligger 2 187 meter över havet och antalet invånare är 285.
Terrängen runt El Embargo är lite kuperad, och sluttar österut. Runt El Embargo är det ganska tätbefolkat, med 134 invånare per kvadratkilometer. Närmaste större samhälle är San Antonio de Corrales, 11,5 km sydost om El Embargo. Trakten runt El Embargo består i huvudsak av gräsmarker.